# Eric Melillo
Eric Melillo, né le 27 mars 1998 à Kenora en Ontario, est un homme politique canadien. Il représente la circonscription de Kenora à la Chambre des communes du Canada depuis 2019 sous la bannière du Parti conservateur du Canada.